# Gunnar Johansson (piragüista)
Gunnar Erik Johansson (Södertälje, 23 de marzo de 1919-Södertälje, 11 de diciembre de 1998) fue un deportista sueco que compitió en piragüismo en la modalidad de aguas tranquilas. Ganó dos medallas en el Campeonato Mundial de Piragüismo de 1938.

## Palmarés internacional
| Campeonato Mundial | Campeonato Mundial | Campeonato Mundial | Campeonato Mundial |
| Año                | Lugar              | Medalla            | Competición        |
| ------------------ | ------------------ | ------------------ | ------------------ |
| 1938               | Vaxholm (Suecia)   | Medalla de oro     | K2 10 000 m        |
| 1938               | Vaxholm (Suecia)   | Medalla de bronce  | K4 1000 m          |